# Crush (2NE1)
Crush è il terzo album in studio del gruppo musicale sudcoreano 2NE1, pubblicato il 26 febbraio 2014 dalla YG Entertainment.

## Tracce
1. Crush – 3:14 (CL, Choice 37)
2. Come Back Home – 3:49 (Teddy, P.K, Dee.P)
3. Gotta Be You (너 아님 안돼?, Neo Anim AndwaeLR) – 3:51 (Teddy, Masta Wu, P.K)
4. If I Were You (살아 봤으면 해?, Sara Bwasseumyeon HaeLR) – 3:30 (CL, Dee.P)
5. Good to You – 3:40 (Teddy, G-Dragon, Choice 37)
6. CL – MTBD (Mental Breakdown) (멘붕?, MenbungLR) – 3:15 (Teddy, CL)
7. Happy – 3:36 (Teddy)
8. Scream (versione coreana) – 3:39 (CL, Teddy, Dee.P)
9. Baby I Miss You – 3:12 (CL, Choice 37, Peejay)
10. Come Back Home (Unplugged version) – 3:13 (Teddy, P.K, Dee.P)

## Formazione
- CL – voce
- Bom – voce
- Dara – voce
- Minzy – voce

## Classifiche

### Classifiche settimanali
| Classifica (2014) | Posizione massima |
| ----------------- | ----------------- |
| Corea del Sud     | 2                 |
| Stati Uniti       | 61                |

### Classifiche di fine anno
| Classifica (2014) | Posizione |
| ----------------- | --------- |
| Corea del Sud     | 33        |